# Holiday Inn
Holiday Inn er en amerikansk hotelkæde med hovedkvarter i Atlanta. Den ejes af InterContinental Hotels Group. Oprindeligt blev den etableret som en amerikansk motelkæde i 1951. I dag er der 1.173 Holiday Inn hoteller med i alt 214.000 værelser.